# Tiaranna globulosa
Tiaranna globulosa is een hydroïdpoliep uit de familie Tiarannidae. De poliep komt uit het geslacht Tiaranna. Tiaranna globulosa werd in 1848 voor het eerst wetenschappelijk beschreven door Forbes. 